# Mammillaria petrophila
Mammillaria petrophila là một loài thực vật có hoa trong họ Cactaceae. Loài này được K. Brandegee mô tả khoa học đầu tiên năm 1904.

## Hình ảnh

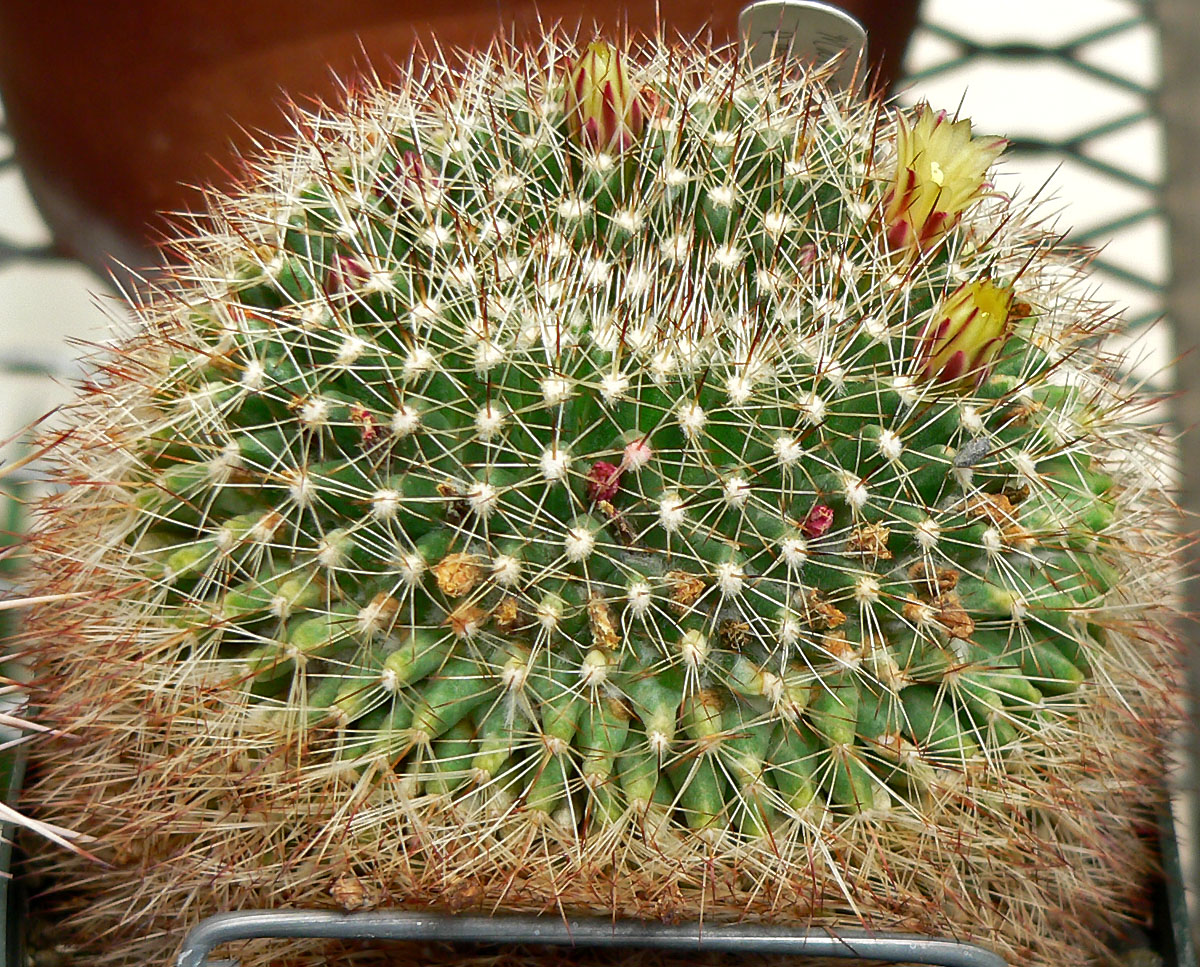
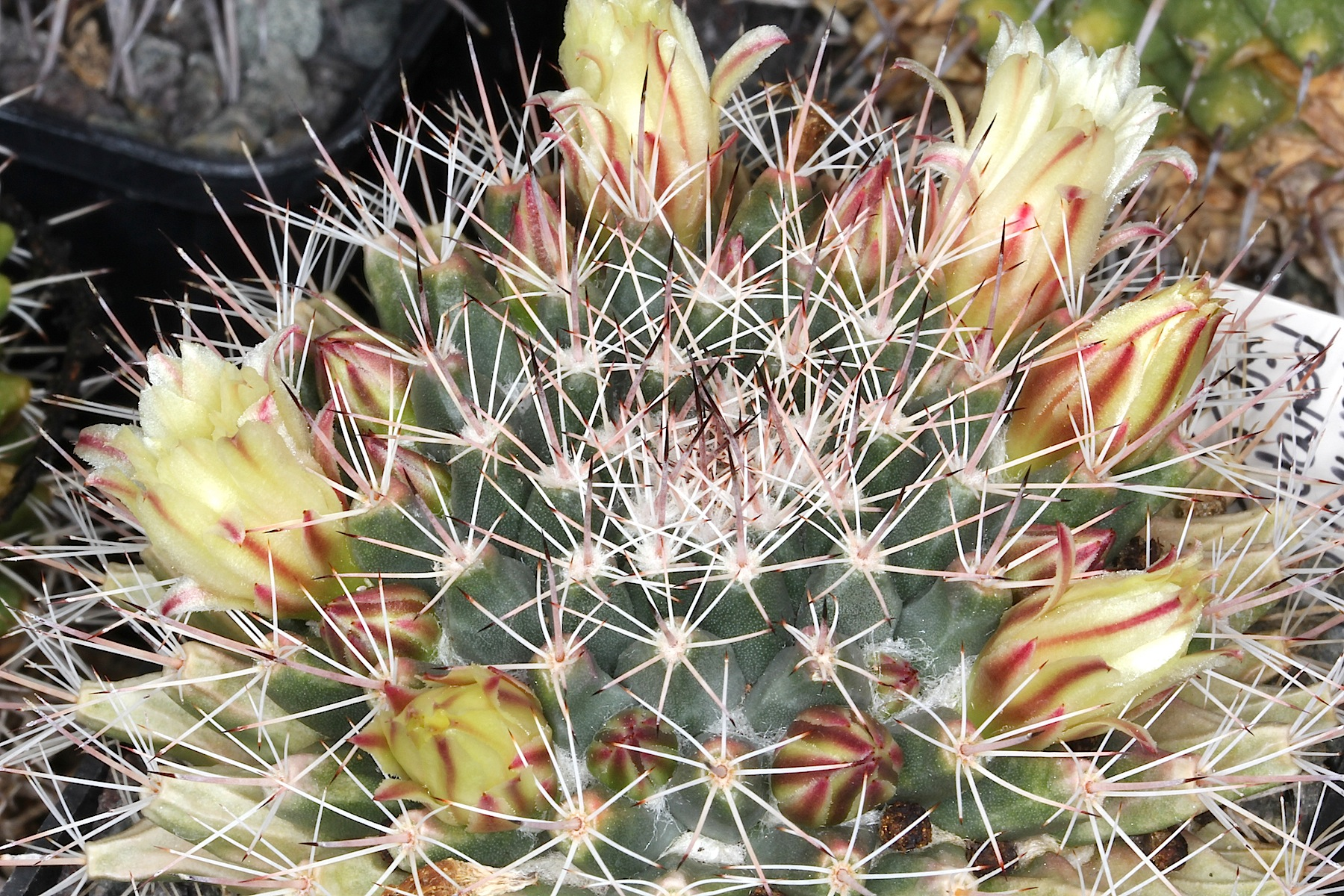